# بيع الطفل

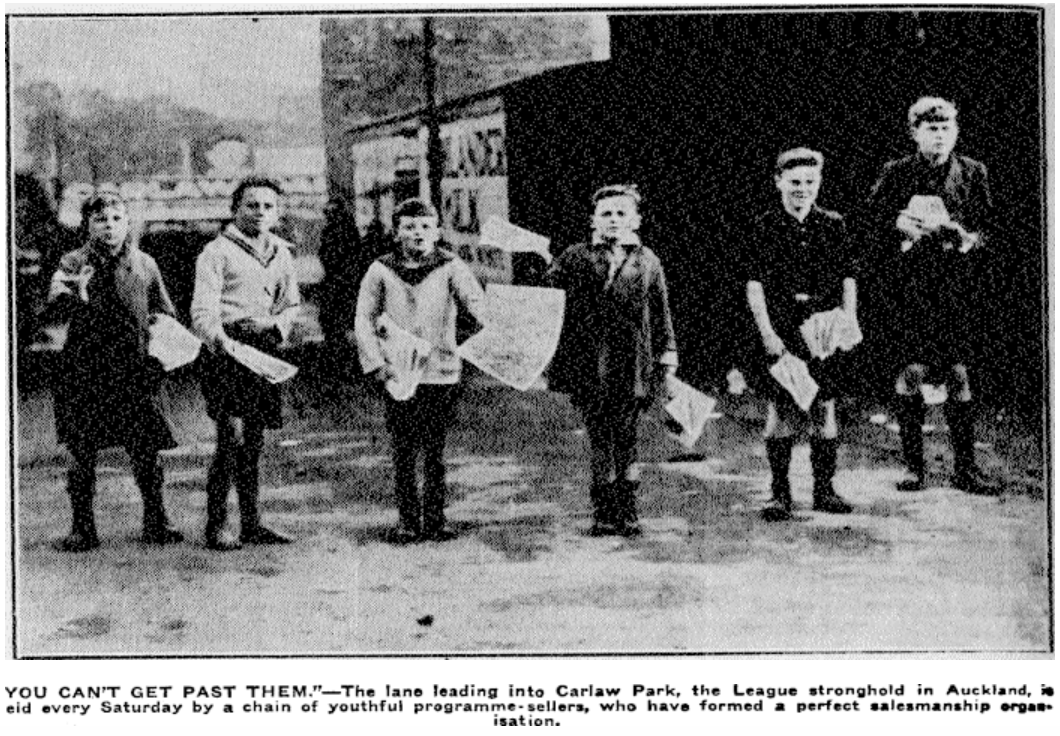
بيع الأطفال - 1930

 عمليات بيع الأطفال  هي ممارسة بيع الأطفال، وعادة تكون من جانب الوالدين أو الأشخاص المقربين، أو الأسياد أو الأوصياء. فإن الغرض المعتاد هو السماح بعمليات بيع الأطفال للمصالح المادية.
تفاصيل الحكايات على هذا المستوى مؤلمة يندى لها جبين الإنسانية، ولكن تبقى المشاهد الأكثر استفزازا لإنسانية الإنسان هي الحكايات التي تتسرب إلى الاعلام وتحوي تفاصيل عمليات بيع آباء وامهات لبناتهن القاصرات في مقابل مبالغ قد لا تسد الرمق في بعض الحالات التي حكي عنها ونشرت في اطار تحقيقات متلفزة استخدمت فيها تقنية «إعادة التمثيل» لاستفزاز المشاعر الإنسانية.

## بيع الأطفال وبغاء الأطفال واستغلال الأطفال في المواد الإباحية
اعتمدت الجمعية العامة للأمم المتحدة في 20 تشرين الثاني/ نوفمبر 1989 اتفاقية حقوق الطفل. وتعترف هذه الاتفاقية الدولية بأنه يوجد «في جميع بلدان العالم، أطفالاً يعيشون في ظروف صعبة للغاية، وبأن هؤلاء يحتاجون إلى مراعاة خاصة». وقد صدق على الاتفاقية حتى الآن 193 دولة. واعتمدت الجمعية العامة في شهر أيار/ مايو 200 البروتوكول الاختياري الملحق باتفاقية حقوق الطفل بشأن بيع الأطفال واستغلال الأطفال في البغاء وفي المواد الإباحية، وفتحته للتوقيع، وقد صدق عليه حتى الآن 126 دولة، ودخل حيز التنفيذ في كانون الثاني/ يناير 2002.
وبحلول عام 1990 كان الوعي الدولي بالاستغلال الجنسي التجاري للأطفال وبيعهم قد نما إلى المستوى الذي جعل لجنة حقوق الإنسان التابعة للأمم المتحدة تقرر تعيين مقررا خاصا معني بمسألة بيع الأطفال وبغاء الأطفال واستغلال الأطفال في المواد الإباحية بموجب القرار 1990/68 الذي أناط بالمقرر الخاص أن يحقق في استغلال الأطفال في كافة أنحاء العالم وأن يقدم تقريرا عن ذلك إلى الجمعية العامة ولجنة حقوق الإنسان، وأن يتقدم بتوصيات حول حماية حقوق الأطفال المعنيين.

## الإحصائيات عن عملية بيع الأطفال
- وتشير إحصائيات الأمم المتحدة أن تجارة البشر من الأطفال تصل إلى 2.46 مليون، وأنه يجري استغلال الأطفال الذين يولدون في أوروبا بدون والدين محددين، ففي روسيا هناك أكثر من مليون طفل بدون والدين، ويزيد هذا العدد كل عام، بسبب الفقر والعجز الاقتصادي، حيث يخرج للشارع أكثر من 100 ألف طفل، كثير منهم أبناء فتيات دون سن السابعة عشرة، ومنهم في سن الحادية عشرة، كما تتخلى النساء في «براج» عن 20 ألف طفل سنوياً.
- وأكدت دراسة قامت بها «جمعية حقوق الطفل» التابعة للأمم المتحدة بيع 20 مليون طفل خلال السنوات العشر الأخيرة، ليعيشوا طفولتهم في ظروف معيشية قاسية، كما فقد 12 ألف طفل من البوسنة أثناء الحرب، بعدما تعرض أهاليهم للخداع من قبل عصابات الجريمة المنظمة مثل منظمة تدعى «سفارة الأطفال» يرأسها صربي، خدعت الأهالي أثناء الحصار بأنها تريد توفير أماكن آمنة للأطفال خارج البوسنة، وأنها ستعيدهم إلى ذويهم بعد ذلك، ولكن تم بيعهم لعائلات وكنائس في أوروبا، وتحدثت الصحافة الإيطالية مؤخراً عن ظهور بعض الأطفال في إيطاليا -بعضهم في سن الشباب- كانت الكنائس تخفيهم عن الأنظار؛ منهم فتاة أصبحت راهبة بعد تعرضها لعملية غسيل مخ، وهي دون التاسعة من عمرها.[3]

## أساليب جلب الأطفال
وتعتمد شبكات الرقيق الأبيض في جلب الأطفال أساليب عدة، منها: سرقة الاطفال حديثي الولادة من المستشفيات والادعاء بأنهم ماتوا، وإيواء المراهقات والعاملات في سوق الدعارة الحوامل، ومؤجرات الأرحام اللواتي يتم وضعهن في أماكن سرية وتنتهي مهمتهن بعد الوضع، فيباع الأطفال أو يستخدمون في تجارة الأعضاء البشرية، بل وصل الأمر إلى حد تهريب المخدرات في بطون الأطفال بعد قتلهم.
إضافة إلى شراء الأطفال من ذويهم كما يحدث في ألبانيا حتى الآن، حيث يباع الأطفال الألبان في سن مبكرة بسعر يتراوح بين 6 و15 ألف يورو، لاسيما إلى الإيطاليين والفرنسيين والألمان.

## الولايات المتحدة الأمريكية
جورجيا تان، من ممفيس بولاية تنيسي  كانت تعمل لدى الجمعية الرئيسية للأطفال بولاية تينيسي  رجوعا إلى التقرير من قبل مراسل Barbara Bisantz ريمون، ان سارق الأطفال 1924–1950  سرق عده أطفال  وباع 5,000 طفل اغلبهم أو معظمهم بيض هولاء الأطفال كفلهم بعض الاسر مقابل شيء من المال

## الصين
إشارة ل (Frank Dikötter) في عام 1953 أو عام 1954 عندما كانت هناك مجاعة «، في جميع أنحاء البلاد الناس باعت أطفالها» في عام 1950 هنالك تقرير من قبل الحزب الشيوعي الصيني في شنغهاي «يعرب فيه عن أسفه على بيع الأطفال بسبب البطالة». هناك طلب كبير على الأطفال لدرجة أن السماسرة لا يستطيعون تلبيته، ويلجأون لاختطاف الأطفال من الشوارع، حتى بلغ عدد الأطفال المفقودين 70.000 طفل في العام. وفي الصين يعتبر مخالفاً للقانون من يتخلى عن طفله أو يقوم بسرقة طفل أو بيعه، ولا يعتبر جريمة القيام بشراء طفل. ومع أن السماسرة يبيعون الأطفال، فإن الكثير منهم لا يرى أنه يرتكب خطأ.

## القانون
ومن المهم الإشارة إلى أن لبنان موقع على البروتوكول الاختياري لاتفاقية حقوق الطفل بشأن بيع الأطفال، الصادر بموجب قرار الجمعية العامة للأمم المتحدة رقم 263 في 25 أيار 2000. وتنص المادة الأولى من هذا البروتوكول على أنه «تحظر الدول الأطراف بيع الأطفال واستغلال الأطفال في البغاء والمواد الإباحية، كما هو منصوص عليه في هذا البروتوكول». وما يعنينا في هذا التحقيق هو بيع الأطفال خصوصاً، إذ تتابع المادة الثانية شرح الأولى بالقول: «يقصد ببيع الأطفال أي فعل أو تعامل يتم بمقتضاه نقل طفل من جانب أي شخص أو مجموعة من الأشخاص إلى شخص آخر لقاء مكافاة أو أي شكل آخر من أشكال العوض».
وفي مادته الرابعة، نص البروتوكول على أنه «تتخذ كل دولة طرف ما تراه ضرورياً من التدابير لإقامة ولايتها القضائية على الجرائم المشار إليها في الفقرة 1 من المادة 3 عندما ترتكب هذه الجرائم في إقليمها أو على متن سفينة أو طائرة مسجلة في تلك الدولة».

## سوريا
كشفت التحقيقات الجنائية في سورية مؤخراً عن شبكة من أطباء «النسائية والتوليد» أجروا على مر عشر سنوات مضت عمليات توليد ناتجة عن حمل غير شرعي وباعوا الأطفال غير الشرعيين بمبالغ مالية كبيرة لطبيب لبناني يبيع الأطفال بدوره لعائلات بقصد التبني.
وذكرت جريدة الوطن السورية أن التحقيقات وصلت إلى الشبكة بعد إلقاء القبض على شابين وفتاة بمنطقة شمال الضمير كانوا في وضع مشبوه واعترافهم بوجود علاقة جنسية غير شرعية قديمة بين الفتاة وبين أحد الشابين، واعترفت الفتاة إثر التحقيق معها بأنها حملت من الشاب المذكور، وأنها حين لجأت إلى أحد أطباء النسائية في ركن الدين بدمشق بغية الإجهاض رفض وأقنعها بالانتظار لتلد وتعهد بإقناع أهلها بأن سبب انتفاخ بطنها هو كيس دم كبير داخل الرحم، وعند الموعد المحدد اصطحبها الطبيب المذكور إلى لبنان فوضعت مولودتها في عيادة الطبيب اللبناني وعادت إلى سورية في اليوم ذاته ولكن من دون طفلتها التي أخبرها طبيبها بعد مدة بأنها توفيت.
وبعد مواصلة التحقيقات مع الطبيب المذكور واعترافه بدوره في هذه العملية وأنه قبض ثمن الطفلة عشرة آلاف دولار أميركي من الطبيب اللبناني البالغ من العمر 65 عاماً، كشف أن هناك طبيبين آخرين طلبا منه مرات عديدة إعلامهما عن حالات الحمل غير الشرعي بهدف توليدها وبيع المواليد للطبيب اللبناني بمبالغ طائلة وأن طبيب سوري آخر قبض مبالغ كبيرة من اللبناني مقابل إرسال حوامل ليلدن في لبنان ويرجعن من دون مواليدهن أو من أجل إرسال المواليد بقصد البيع للتبني.
أصبح الطفل مجرد سلعة تباع وتشترى وتحدَّد مواصفاتها وأسعارها وفق متطلبات السوق. ليست هذه معطيات من نسج الخيال، أو حلقة من مسلسل تركي مما يعرض على الشاشات في لبنان، بل هي واقعة حية عايشتها طرابلس، وربما لم تستفق من صدمتها حتى كتابة هذه السطور. فالطفل الذي وجد مرمياً على قارعة الطريق، لم يكن إلا ملخص حكاية لمدينة، لم تعد يتسع حضنها لمولود جديد، لترميه قسوتُها بانتظار ان يأتي أحد ما من مكان ما، ليضعه حيث يجب أن يكون.
تجدر الإشارة إلى أن التقارير الصحفية والأمنية حول القضية تشير إلى أن مافيات الحرب استغلت غياب الدولة قبيل الحرب الأهلية وأثناءها للمتاجرة بالأطفال، وذكرت التقارير أن المافيات كانت تبيع الطفل للعائلة الأجنبية مقابل ألف دولار أمريكي كحد أدنى، وتحدثت المعلومات عن شبكات تضم أطباء وطبيبات وقابلات قانونيات، كانت تتعامل مع جهات خارجية في هذه العمليات، إضافة إلى جمعيات كانت تنتحل صفة العناية بالأطفال، فيما كانت غايتها تحقيق الربح المادي عبر بيعهم.

تجدر الإشارة إلى أن التقارير الصحفية والأمنية حول القضية تشير إلى أن مافيات الحرب استغلت غياب الدولة قبيل الحرب الأهلية وأثناءها للمتاجرة بالأطفال، وذكرت التقارير أن المافيات كانت تبيع الطفل للعائلة الأجنبية مقابل ألف دولار أمريكي كحد أدنى، وتحدثت المعلومات عن شبكات تضم أطباء وطبيبات وقابلات قانونيات، كانت تتعامل مع جهات خارجية في هذه العمليات، إضافة إلى جمعيات كانت تنتحل صفة العناية بالأطفال، فيما كانت غايتها تحقيق الربح المادي عبر بيعهم.

## مقالات ذات صلة
- طفل
- بيع الزوج
- تاجرة الرقيق
- خطف الاطفال
- خطف الاطفال الدولي
- قائمة فضائح اعتماد الدولية
- الاتجار بالأطفال
- بيع الزوجات

## وصلات خارجية
- الرياض.
- الامم المتحدة - حقوق الإنسان.
- موقع الإسلام موقع متعدد اللغات.